# Лейструп (город, Миннесота)
Лейструп (англ. Lastrup) — город в округе Моррисон, штат Миннесота, США. На площади 1,2 км² (1,1 км² — суша, водоёмов нет), согласно переписи 2002 года, проживают 99 человек. Плотность населения составляет 86,2 чел./км².
- Телефонный код города — 320
- Почтовый индекс — 56344
- FIPS-код города — 27-35720[1]
- GNIS-идентификатор — 0646516[2]